# Mgła (zespół muzyczny)
Mgła – polska grupa muzyczna grająca black metal. Powstała w 2000 roku w Krakowie z inicjatywy Mikołaja „M.” Żentary, początkowo jako projekt studyjny. Pierwszy koncert zespół zagrał w 2012 roku.

## Dyskografia
| Rok  | Tytuł                                          |
| ---- | ---------------------------------------------- |
| 2008 | Groza - Data: 13 sierpnia 2008                 |
| 2012 | With Hearts Toward None - Data: 28 lutego 2012 |
| 2015 | Exercises in Futility - Data: 4 listopada 2015 |
| 2019 | Age of Excuse - Data: 3 września 2019          |

| Rok  | Tytuł                                         |
| ---- | --------------------------------------------- |
| 2006 | Presence - Data: 30 stycznia 2006             |
| 2006 | Mdłości - Data: 3 września 2006               |
| 2007 | Further Down the Nest - Data: 19 czerwca 2007 |

## Członkowie zespołu
Aktualni członkowie zespołu
- Mikołaj „M.” Żentara − śpiew, gitara, gitara basowa (2000–obecnie)
- Maciej "Darkside" Kowalski − perkusja (2006–obecnie)

Byli członkowie zespołu
- Daren − perkusja (2000–2006)

Współpracownicy
- ShellShocked − gitara basowa, śpiew (2012−obecnie)
- Silencer − gitara (2012−2015)
- E.V.T. − gitara (2015−obecnie)

Oś czasu

## Dyskografia
- Crushing the Holy Trinity (Holy Spirit) (split, 2005, Northern Heritage Records)[4]
- Presence (EP, 2006, Northern Heritage Records)[5]
- Mdłości (EP, 2006, Under the Sign of Garazel Productions)[6]

Logo

- LogoFurther Down the Nest (EP, 2007, Todeskult)[7]
- Mdłości and Further Down the Nest (Kompilacja, 2007, Todeskult)[8]
- Groza (2008, Northern Heritage Records)[9]
- With Hearts Toward None (2012, Northern Heritage Records)[10]
- Exercises in Futility (2015, Northern Heritage Records)[11]
- Age of Excuse (2019, No Solace/Northern Heritage)[12]